# Асен Хадживасилев
Асен Хадживасилев с псевдоним Асен е български революционер, деец на Македоно-одринската организация, Вътрешната македоно-одринска революционна организация, а по-късно и на Българската комунистическа партия.

## Биография
Асен Хадживасилев е роден през 1877 година в Самоков, тогава в Османската империя. Завършва Кюстендилското педагогическо училище и се занимава с книжарство. През 1895 година участва в Четническата акция на Върховния македоно-одрински комитет, по време на което е заловен и заточен на остров Родос или в Диарбекир. През 1897 година получава амнистия Делегат е от Кюстендилското дружество на Четвъртия македонски конгрес през юни 1897 година. Делегат е и на Осмия македоно-одрински конгрес през април 1901 година от Самоковското македоно-одринско дружество.
В 1902 година в Самоков става член на БРСДП и открива книжарница в града. В 1903 година участва в подготовката на Илинденско-Преображенското въстание. От 1905 година е четник при Яне Сандански в Серския революционен окръг. През 1905 година е войвода в Дедеагачко, а през 1912 година действа с чета в Разложко.
След Младотурската революция в 1908 година, Хадживасилев се легализира и се прибира в Самоков. В 1910 година БРСДП (тесни социалисти) печели общинските избори в Самоков и Хадживасилев е избран за помощник-кмет на града.
При избухването на Балканската война в 1912 година е доброволец в Македоно-одринското опълчение и служи в четата на Георги Занков. По-късно е войвода на собствена чета, а при обединението на четническите сили намиращи се в Банско, при което те са разделени на две ударни колони от по 70 души, Асен Хадживасилев е войвода на лявата колона. Участва в Първата световна война и във Владайското въстание.
След 1912 година често е избиран за общински съветник. Член е на ръководството на БКП в Горна Джумая от 1919 година. През 1920 година Централният комитет на БКП го изпраща като свой пълномощник в Мелнишка околия. Хадживасилев развива широка дейност по изграждане на комунистически организации в Петричкия район, познат му от революционните години, като се сблъсква със съпротивата на ВМРО. Избран за народен представител от Петрички окръг в XVIII народно събрание (1919 - 1920). Делегат е на Втория (1920), Третия (1921) и Четвъртия конгрес на БКП (1922).
През 1923 година участва в подготовката на комунистическо въстание. Участва в Септемврийското въстание с Горноджумайския въстанически отряд. На 28 септември е арестуван и убит от дейци на ВМРО край Долно или Горно Спанчево.